# Chelemys
Genre
Chelemys est un genre de mammifères de l'ordre des rongeurs et de la famille des Cricétidés.

## Liste des espèces
- Chelemys delfini (Cabrera, 1905)
- Chelemys macronyx (Thomas, 1894)
- Chelemys megalonyx (Waterhouse, 1845)